# Ligier JS29
Ligier JS29 — гоночный автомобиль Формулы-1, разработанный группой конструкторов команды Ligier. Участвовал в Чемпионате мира Формулы-1 сезона 1987 года.

## История

Пьеркарло Гиндзани за рулём Ligier JS29 Alfa Romeo на предсезонных тестах в 1987 году.

Оригинальное шасси JS29 разрабатывалось под турбодвигатель Alfa Romeo 415Т. Были проведены предсезонные тесты машины, однако в последний момент итальянцы отказались поставлять свои моторы команде, поэтому Ги Лижье в спешном порядке пришлось искать нового поставщика. Им стала швейцарская фирма "Mader", которая занималась доводкой и обслуживанием моторов Megatron M12/13 (экс-BMW).
Из-за разрыва с Alfa Romeo, команда была вынуждена пропустить первый этап сезона 1987 года. На втором этапе сезона в Имоле появилось новое шасси с мотором Megatron (версия турбодвигателя BMW) - JS29B.
На Гран-при Франции появилась доработанная версия шасси JS29C, которая использовалась до конца сезона и стала последним автомобилем команды с турбодвигателем.
В ходе Чемпионата гонщиков команды Рене Арну и Пьеркарло Гиндзани постоянно преследовали технические проблемы. В итоге Арну принёс команде единственное очко в зачёт Кубка конструкторов,финишировав шестым в Бельгии.

## Результаты в гонках
| Год  | Шасси       | Двигатель               | Шины | Пилоты   | 1   | 2    | 3   | 4   | 5    | 6    | 7    | 8    | 9    | 10  | 11  | 12   | 13   | 14   | 15   | 16   | Место | Очки |
| ---- | ----------- | ----------------------- | ---- | -------- | --- | ---- | --- | --- | ---- | ---- | ---- | ---- | ---- | --- | --- | ---- | ---- | ---- | ---- | ---- | ----- | ---- |
| 1987 | JS29B JS29C | Megatron M12/13 1,5 L4Т | G    |          | БРА | САН  | БЕЛ | МОН | ДЕТ  | ФРА  | ВЕЛ  | ГЕР  | ВЕН  | АВТ | ИТА | ПОР  | ИСП  | МЕК  | ЯПО  | АВС  | 11    | 1    |
| 1987 | JS29B JS29C | Megatron M12/13 1,5 L4Т | G    | Арну     |     | НС   | 6   | 11  | 10   | Сход | Сход | Сход | Сход | 10  | 10  | Сход | Сход | Сход | Сход | Сход | 11    | 1    |
| 1987 | JS29B JS29C | Megatron M12/13 1,5 L4Т | G    | Гиндзани |     | Сход | 7   | 12  | Сход | Сход | ДСК  | Сход | 12   | 8   | 8   | Сход | Сход | Сход | 13   | Сход | 11    | 1    |

| Легенда к таблице |                                                                    |
| --- | ------------------------------------------------------------------ |
| В таблице перечислены результаты всех Гран-при Формулы-1, в которых использовался автомобиль. Строками таблицы являются сезоны, столбцами — этапы чемпионата мира. В каждой клетке указаны сокращённое название этапа и результат, дополнительно обозначенный цветом. Расшифровка обозначений и цветов представлена в нижеследующей таблице. |                                                                    |
| \| Пример \| Описание \| \| ------------ \| ------------------------------------------------------------------ \| \| 1 \| Победитель \| \| 2 \| Второе место \| \| 3 \| Третье место \| \| 5 \| Финишировал, заработав очки \| \| Сход \| Не финишировал, но при этом заработал очки \| \| 12 \| Финишировал, не получив очков \| \| НКЛ \| Финишировал, но не попал в финальную классификацию \| \| 15 \| Участвовал вне зачёта, либо по отдельной классификации \| \| 18 \| Не финишировал, но попал в финальную классификацию \| \| Сход \| Не финишировал \| \| НКВ \| Не прошёл квалификацию \| \| НПКВ \| Не прошёл предквалификацию \| \| ДСК \| Дисквалифицирован \| \| ИСК \| Исключён из протокола соревнований \| \| ТТ \| Заявлен для участия только в тренировках \| \| НС \| Участвовал в квалификации, но не стартовал в гонке \| \| Т \| Травмирован или болен \| \| ОТК \| Отказ от участия \| \| НТР \| Прибыл на соревнования, но на трассу не выезжал \| \| НПР \| Был заявлен в числе участников, но не прибыл к началу соревнований \| \| О \| Соревнования отменены \| \| \| Не участвовал \| \| Поул-позиция \| \| \| Быстрый круг \| \| |                                                                    |
| Пример | Описание                                                           |
| 1 | Победитель                                                         |
| 2 | Второе место                                                       |
| 3 | Третье место                                                       |
| 5 | Финишировал, заработав очки                                        |
| Сход | Не финишировал, но при этом заработал очки                         |
| 12 | Финишировал, не получив очков                                      |
| НКЛ | Финишировал, но не попал в финальную классификацию                 |
| 15 | Участвовал вне зачёта, либо по отдельной классификации             |
| 18 | Не финишировал, но попал в финальную классификацию                 |
| Сход | Не финишировал                                                     |
| НКВ | Не прошёл квалификацию                                             |
| НПКВ | Не прошёл предквалификацию                                         |
| ДСК | Дисквалифицирован                                                  |
| ИСК | Исключён из протокола соревнований                                 |
| ТТ | Заявлен для участия только в тренировках                           |
| НС | Участвовал в квалификации, но не стартовал в гонке                 |
| Т | Травмирован или болен                                              |
| ОТК | Отказ от участия                                                   |
| НТР | Прибыл на соревнования, но на трассу не выезжал                    |
| НПР | Был заявлен в числе участников, но не прибыл к началу соревнований |
| О | Соревнования отменены                                              |
| | Не участвовал                                                      |
| Поул-позиция |                                                                    |
| Быстрый круг |                                                                    |